# Jan Parricida
Jan Parricida ook bekend als Jan van Zwaben (circa 1290 - Pisa, 13 december 1312/1313) was van 1290 tot 1308 hertog van Zwaben. Hij behoorde tot het huis Habsburg.

## Levensloop
Jan Parricida was de zoon van hertog Rudolf II van Oostenrijk en Agnes van Bohemen, dochter van koning Ottokar II van Bohemen. Hij werd geboren kort voor of na het overlijden van zijn vader en volgde hem op als titulair hertog van Zwaben. Hij groeide op aan het Boheemse koninklijk hof en in de stad Brugg in de Zwabische huisterritoria van het huis Habsburg.
Zijn vader Rudolf II werd door het Verdrag van Rheinfelden in 1283 gedwongen om zijn rechten op de hertogdommen Oostenrijk en Stiermarken op te geven ten voordele van zijn broer Albrecht I. Hierdoor voelde Jan Parricida zich van zijn erfenis beroofd en in 1306 vroeg hij een deel van de landgoederen van zijn oom, die in 1298 verkozen werd tot Rooms-Duits koning. Albrecht weigerde echter om Jan enig land te geven, evenals de Zwabische territoria in Voor-Oostenrijk die Jans vader in het Verdrag van Rheinfelden kreeg toegewezen. In 1306 plaatste Albrecht zelfs zijn zoon Rudolf III op de Boheemse troon, waarbij de erfrechten van Jan werden genegeerd. Jan, die spottend "hertog Zonder Land" werd genoemd, bedacht vervolgens in samenwerking met Zwabische edelen het plan om zijn oom te vermoorden.
Op de avond van 30 april 1308 hield Albrecht een familiebanket voor de Habsburgers in Winterthur. Jan, die ook was uitgenodigd, veroorzaakte een schandaal door de bloemenkrans van zijn oom te weigeren met de uitleg dat hij zich niet liet afkopen met bloemen. Toen Albrecht de volgende dag terugkeerde naar huis, raakte hij bij het oversteken van de Reussrivier bij Windisch gescheiden van zijn begeleiders. Albrecht werd onmiddellijk aangevallen door Jan en zijn samenzweerders. Jan reed naar zijn oom en hakte zonder woord zijn schedel in twee. Vervolgens wisten Jan en zijn samenzweerders te ontsnappen.
Hetzelfde jaar werd graaf Hendrik VII van Luxemburg verkozen tot Rooms-Duits koning, waarna Jan Parricida in de rijksban werd geplaatst. Jan vluchtte naar Italië, waar hij opvang vond in een klooster in Pisa. Toen Hendrik VII in 1312 Pisa bezocht, wierp Jan zich in het gewaad van augustijnenmonnik voor zijn voeten en smeekte hij om genade. Jan werd vervolgens ontheven van zijn rijksban, waarna hij als monnik werd toegewezen aan het Benedictijnenklooster van Pisa. Eind 1312 of 1313 stierf hij. Daarna kreeg hij een waardige begrafenis.